# Ramat Gan
Ramat Gan (hebrejsky  רָמַת גַּן‎, doslova „Zahradní Výšina“, v oficiálním přepisu do angličtiny Ramat Gan) je město v Izraeli v Telavivském distriktu. Starostou je Karmel Šama.

## Geografie

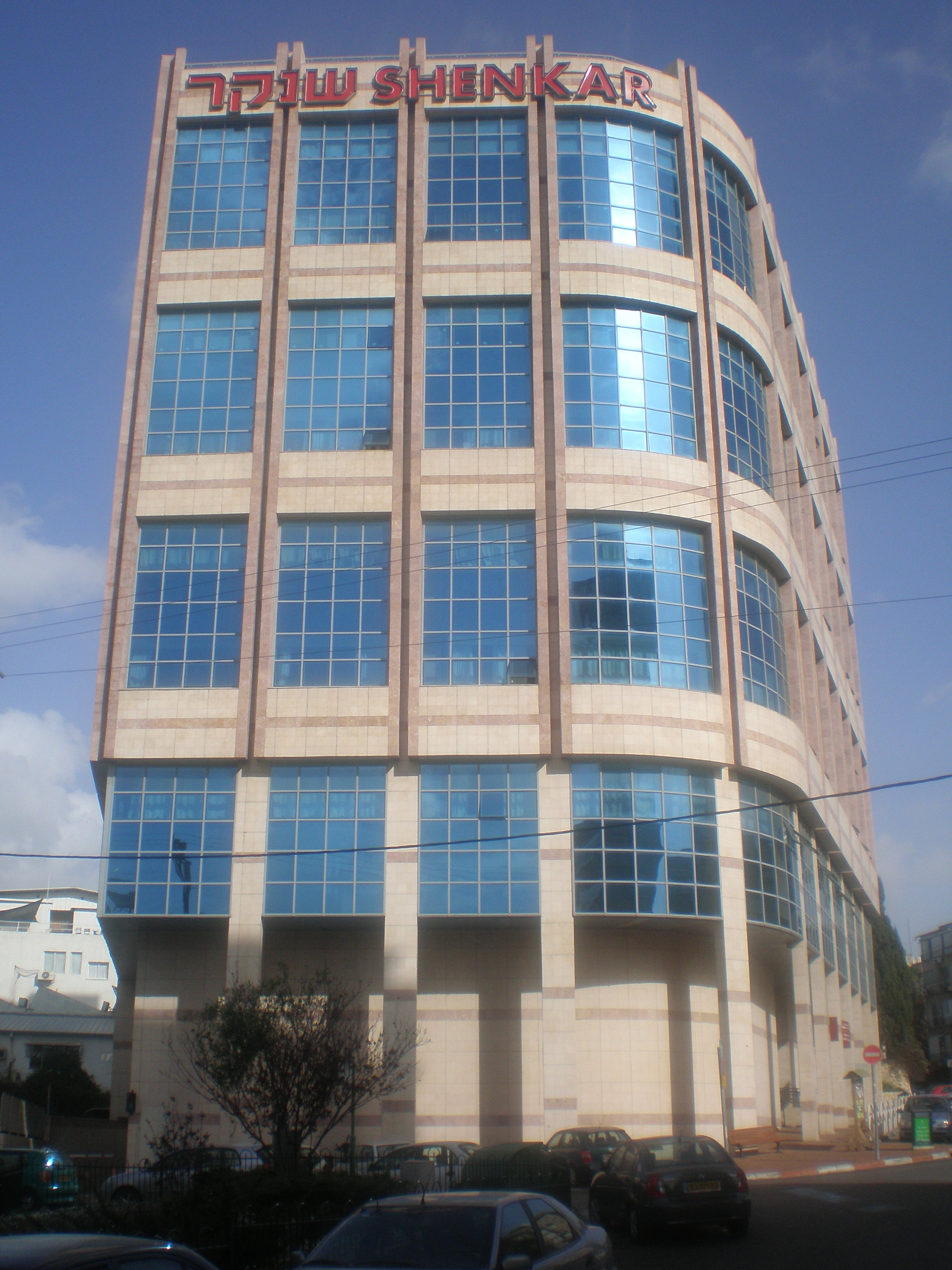
Budova školy Šenkar v Ramat Gan

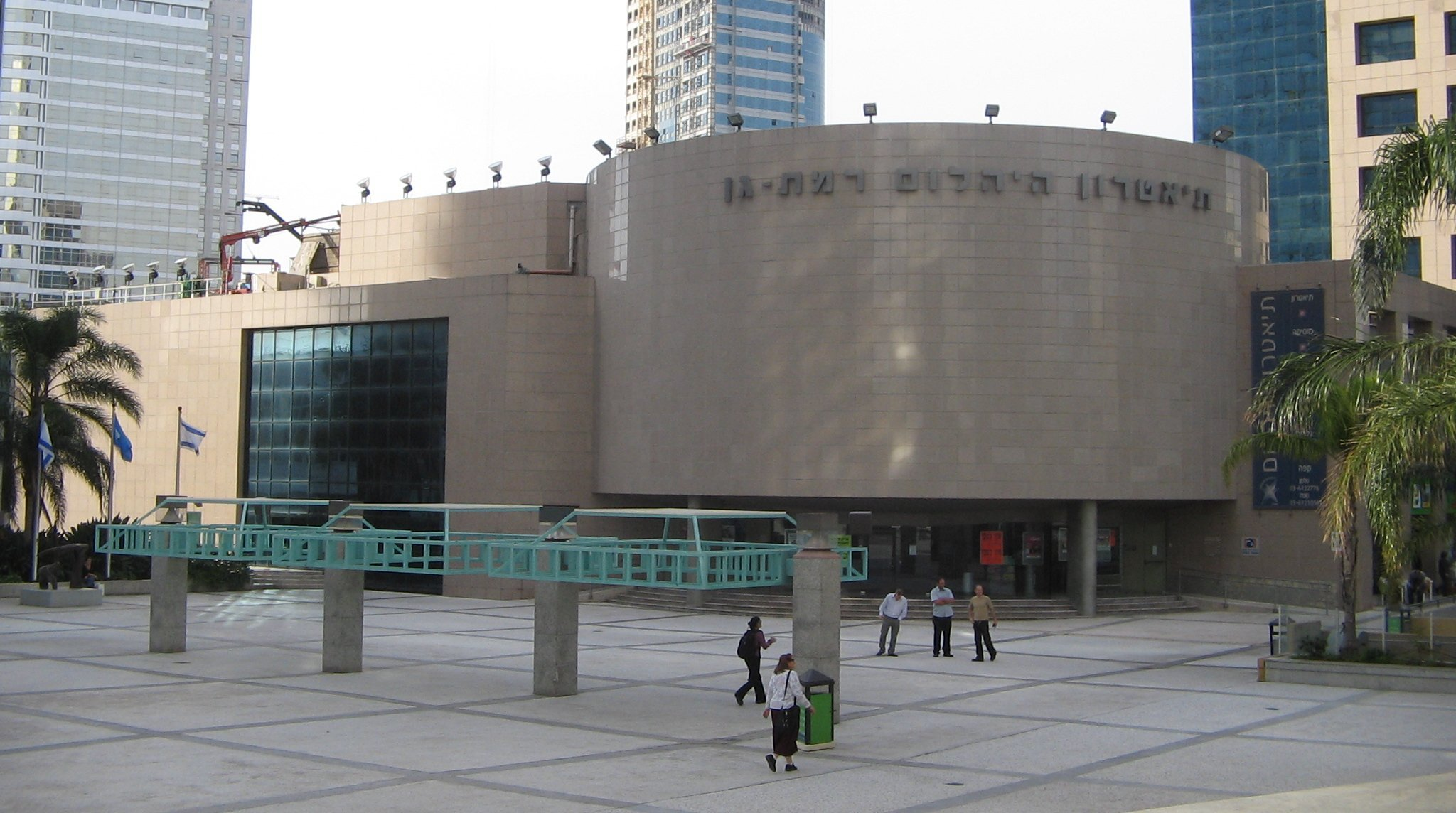
Divadlo v Ramat Gan

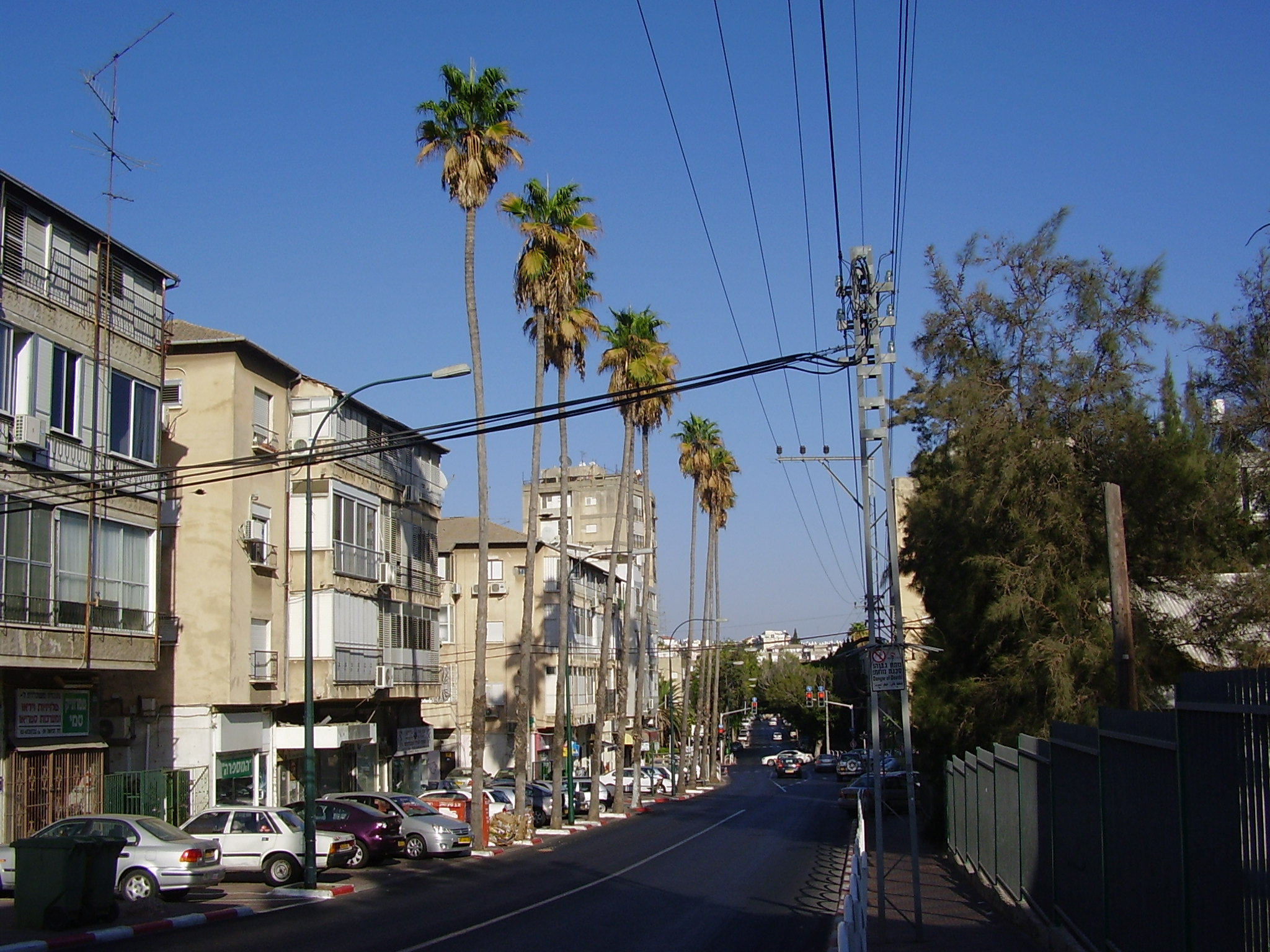
Zástavba v ulici Rechov ha-Ro'e v Ramat Gan

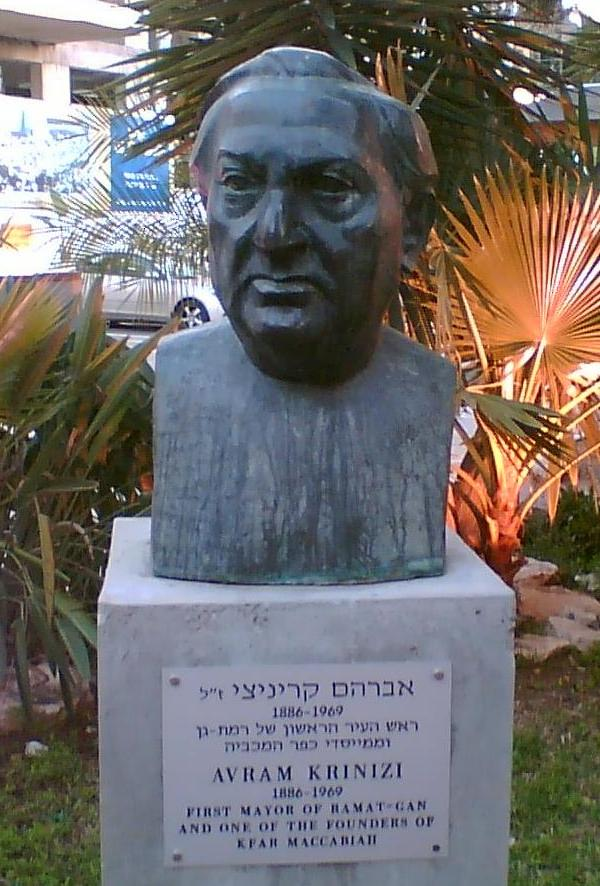
Avram Krinici, první starosta Ramat Gan

Leží v nadmořské výšce 5 metrů východně od Tel Avivu v metropolitní oblasti Guš Dan, nedaleko od pobřeží Středozemního moře. Na východní straně sousedí s dalším lidnatým městem Bnej Brak, jihozápadně od města je to město Giv'atajim.
Po západním okraji Ramat Ganu protéká v umělém korytu potok Nachal Ajalon, který na sever odtud ústí do řeky Jarkon, jež tvoří severní hranici města. Přímo městem protéká vádí Nachal Kofer, které jižně od Ramat Gan ústí do toku Nachal Ajalon.
Nachází se v hustě osídlené oblasti, která je etnicky zcela židovská. Město je na dopravní síť napojeno pomocí četných komunikací v rámci aglomerace Tel Avivu, zejména severojižních tahů dálnice číslo 20 a dálnice číslo 4. Podél první jmenované vede i železniční trať.
Roční úhrn srážek je zde 500 mm. Město je vybudováno na vápencovém podloží.
Jméno města Ramat Gan, tedy „zahradní výšina“, odkazuje na velké množství zahrad a parků, včetně parku ha-Le'umi Park Národa, jenž se rozkládá na ploše 1 900 dunamů (1,9 kilometrů čtverečních), se kterým sousedí areál zoologické zahrady Safari Ramat Gan. 25 % rozlohy města pokrývají veřejné parky. V roce 2007 se Ramat Gan umístil v průzkumu jako druhé nejklidnější město oblasti Guš Dan.

## Dějiny
Ramat Gan byl založen roku 1921. společností Ir Ganim (doslova: „Zahradní Město“). Vznikl jako satelitní město Tel Avivu. Existují různé záznamy o tom zda byly první parcely zde zakoupeny v roce 1914 nebo 1918.
Ramat Gan byl původně mošav, sionistická zemědělská osada družstevního typu, pěstující pšenici, ječmen a vodní melouny. Název osady byl roku 1923 změněn na Ramat Gan. Osada vystupovala až do roku 1933 jako mošav, přestože již roku 1923 byla britskými mandátními úřady uznána jako místní rada (malé město). V této době zde žilo 450 obyvatel. Během let se Ramat Gan přeměnil ze zemědělské osady na více komerční a městské osídlení, v roce 1946 zde žilo již 12 tisíc obyvatel..
V roce 1950 byl Ramat Gan z původní předměstské osady Tel Avivu povýšen na samostatné město a v roce 1955 zde žilo již 55 tisíc obyvatel. Prvním starostou města byl Abraham Krinici, který v této funkci setrval po 43 let.. Po něm nastoupil Moše Schnitzer. V roce 1961 se hranice města rozšířily západním i východním směrem. Tím město zahrnulo oblast Tel ha-Šomer, kde se nachází Sheba Medical Center, i Bar-Ilanovu univerzitu. V Ramat Gan má také sídlo Národní fotbalový stadion. Nachází se zde nejvyšší izraelská budova - Moše Aviv Tower. Honorárním konzulem Československa a později i České republiky byl původem československý občan, zdejší obyvatel, sionista a politik, Chanan Rozen.

## Demografie
Podle údajů z roku 2009 tvořili naprostou většinu obyvatel Židé - přibližně 138 100 osob (včetně statistické kategorie „ostatní“, která zahrnuje nearabské obyvatele židovského původu, ale bez formální příslušnosti k židovskému náboženství, přibližně 144 800 osob). Co se týče původu, 86 200 obyvatel města se narodilo v Izraeli, zatímco 36 600 obyvatel se narodilo v zahraničí.
Ramat Gan má 130 synagog a dvě ješivy.
Jde o velkou obec velkoměstského typu s dlouhodobě mírně rostoucí populací. K 31. prosinci 2014 zde žilo 150 900 lidí.
Ještě podle údajů z roku 2007 na katastrálním území 12 km² žilo přes 145 000 obyvatel a hustota zalidnění přesahovala 10 000 obyvatel na kilometr čtvereční, což byla jedna z nejvyšších koncentrací populace v celé zemi. Podle Izraelského centrálního statistického úřadu bylo socioekonomické hodnocení města na 8 bodech z 10. Šlo tedy o nadprůměrně bohatou obec. V roce 2000 získalo 70,9 % zdejších žáků dvanáctých ročníků maturitní vysvědčení. V tento rok byla průměrná hrubá mzda ve městě 6 995 šekelů.
| Rok  | Obyvatelé |
| ---- | --------- |
| 1948 | 17 162    |
| 1949 | 21 900    |
| 1950 | 30 000    |
| 1951 | 37 000    |
| 1952 | 42 000    |
| 1953 | 45 000    |
| 1954 | 51 000    |
| 1955 | 58 000    |
| 1956 | 66 400    |
| 1957 | 72 900    |
| 1958 | 79 000    |
| 1959 | 83 500    |

| Rok  | Obyvatelé |
| ---- | --------- |
| 1960 | 88 400    |
| 1961 | 93 400    |
| 1962 | 95 800    |
| 1963 | 97 900    |
| 1964 | 100 100   |
| 1965 | 102 600   |
| 1966 | 105 000   |
| 1967 | 106 800   |
| 1968 | 109 400   |
| 1969 | 112 600   |
| 1970 | 115 500   |
| 1971 | 119 300   |

| Rok  | Obyvatelé |
| ---- | --------- |
| 1972 | 117 500   |
| 1973 | 121 000   |
| 1974 | 121 000   |
| 1975 | 121 100   |
| 1976 | 121 700   |
| 1977 | 120 900   |
| 1978 | 120 300   |
| 1979 | 120 400   |
| 1980 | 120 300   |
| 1981 | 119 100   |
| 1982 | 118 300   |
| 1983 | 117 100   |

| Rok  | Obyvatelé |
| ---- | --------- |
| 1984 | 116 500   |
| 1985 | 116 000   |
| 1986 | 115 500   |
| 1987 | 115 600   |
| 1988 | 115 700   |
| 1989 | 116 100   |
| 1990 | 119 500   |
| 1991 | 122 700   |
| 1992 | 124 100   |
| 1993 | 122 800   |
| 1994 | 122 200   |
| 1995 | 128 670   |

| Rok  | Obyvatelé |
| ---- | --------- |
| 1996 | 128 334   |
| 1997 | 127 434   |
| 1998 | 126 931   |
| 1999 | 127 400   |
| 2000 | 127 476   |
| 2001 | 127 381   |
| 2002 | 126 600   |
| 2003 | 126 500   |
| 2004 | 127 400   |
| 2005 | 128 400   |
| 2006 | 129 700   |
| 2007 | 129 900   |

| Rok  | Obyvatelé |
| ---- | --------- |
| 2008 | 143 600   |
| 2009 | 145 000   |
| 2010 | 145 900   |
| 2011 | 148 000   |
| 2012 | 148 400   |
| 2013 | 149 600   |
| 2014 | 150 900   |
| 2015 | 152 600   |
| 2016 | 153 700   |
| 2017 | 156 300   |
| 2018 | 159 200   |

## Ekonomika
V roce 1968 zde byl otevřen mezinárodní obchod s diamanty. Největší vliv na ekonomiku města má Diamond Exchange District, který je vedle Antverp největším světovým střediskem mezinárodního obchodu s diamanty. Burza diamantů je propojena s brusírnou diamantů a s jejím muzeem diamantů.

V této oblasti města je rovněž velká koncentrace mrakodrapů, včetně Moše Aviv Tower, nachází se zde hotel Šeraton a mnoho hi-tech společností, včetně ředitelství Checkpointu. Tato oblast byla dříve nočním centrem prostituce a nezákonného hazardu, ale v roce 2006 po prosazení nového zákona policie zadržela osoby, které měly podíl na prostituci a tyto aktivity zmizely. 

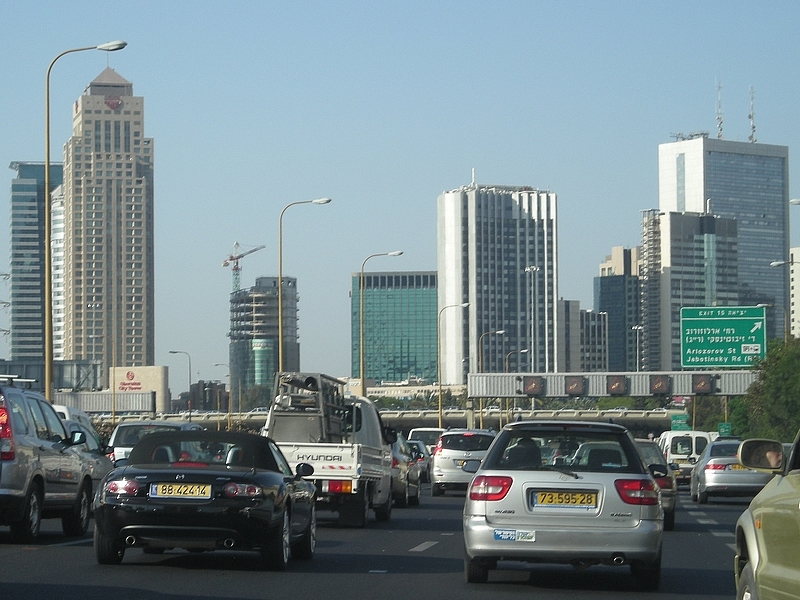
Ramat Gan od Dálnice 20 (Ajalon)

V Diamond Exchange District se rovněž nachází izraelské ředitelství Centrální indické banky a ředitelství izraelské banky Mizrachi. Kromě toho se zde nachází i velvyslanectví Ghany, Keni, Pobřeží slonoviny, Jordánska, Norska, Belgie, Nizozemska a Evropského společenství. Ve městě dále sídlí množství jiných mezinárodních ambasád, Britská rada a izraelské odborové vedení Histadrut. Jižně od města se nachází Chirija, největší skládka na Blízkém východě.
Ramat Gan je rovněž důležitým centrem průmyslu a ruční výroby, s množstvím továren na zpracování ovoce a zeleniny, textilních továren, producentů kovu, elektrických manufaktur, výrobců nábytku a producentů dřeva. Sídlí zde např. firma Zend Technologies, kterou založili vývojáři Zeev Suraski a Andi Gutmans.
V roce 2008 má být na místě bývalé továrny Elite Candy zahájena výstavba Elite Tower, která by měla výškově překonat Moše Aviv Tower. Jako výraz úcty k historii tohoto místa je v prvních patrech plánováno muzeum čokolády. V budově by se měly nacházet luxusní byty, z nichž každý by měl stát přibližně 1 milion $.
Ke konci roku 2006 se ve městě nacházely tři hotely, s celkovým počtem 408 pokojů.

## Služby

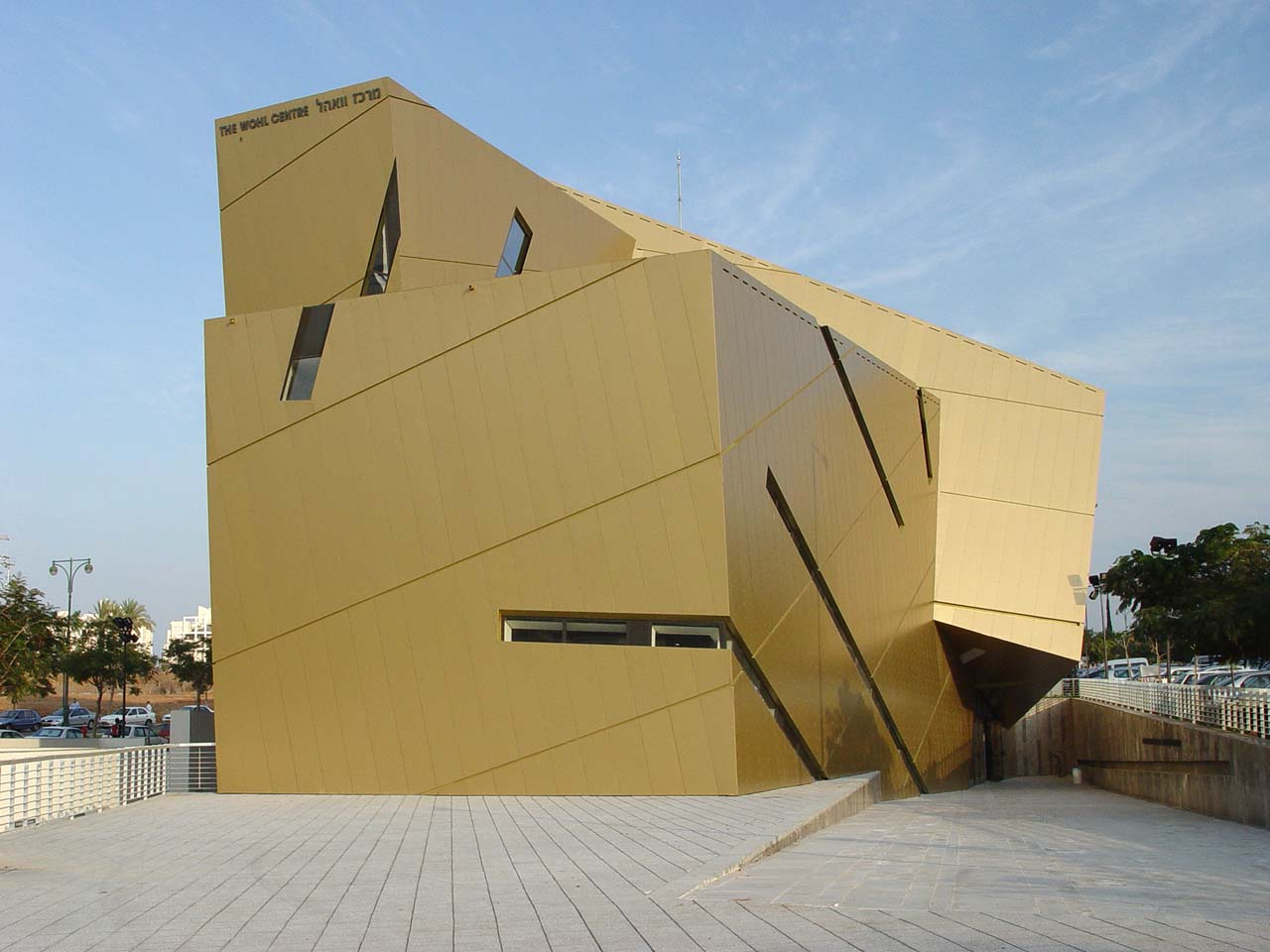
Wohlovo centrum na Bar-Ilanově univerzitě; Daniel Libeskind

### Vzdělání
Ramat Gan je domovem druhé největší izraelské univerzity - Bar-Ilanova univerzita - s 24 tisíci studenty. Ve městě se rovněž nachází Šenkarova škola inženýrství a designu, Ramat Gan College a herecká škola Bejt Cvi College.

### Zdravotní péče
Jihovýchodně od města se v Tel ha-Šomeru nachází největší izraelská nemocnice Sheba Medical Center. Ta zahrnuje dětskou nemocnici Safra a geriatrické rehabilitační centrum Pade. Ve městě se nachází 32 zdravotnických center a 10 dětských klinik.

## Partnerská města
Ramat Gan má dohodu o partnerství s následujícími městy:
- Barnet, Londýn, Spojené království
- Kassel, Německo
- zemský okres Mohan-Kinzig, Německo
- Phoenix, Arizona, USA
- San Borja, Lima, Peru
- Štrasburk, Francie
- Szombathely, Maďarsko
- Weinheim, Německo
- Vratislav, Polsko
- Shenyang, Čína